# Plasa Cazaci, județul Cetatea-Albă
Plasa Cazaci a fost una din plășile din județul interbelic Cetatea-Albă.

## Localități
Plasa   Cazaci avea 29 localități:
| Nr. crt. | Denumire localitate | Populație la 1930 | Tip localitate în prezent | Raionul în care se află în prezent |
| -------- | ------------------- | ----------------- | ------------------------- | ---------------------------------- |
| 1        | Alexandreni         | 147               |                           |                                    |
| 2        | Andreeni,           | 454               |                           |                                    |
| 3        | Babei               | 673               |                           |                                    |
| 4        | Bairamcea           | 2784              |                           |                                    |
| 5        | Cair                | 2013              |                           |                                    |
| 6        | Cazaci              | 4184              |                           |                                    |
| 7        | Celmeccia           | 331               |                           |                                    |
| 8        | Cercel              | 741               |                           |                                    |
| 9        | Corcmaz             | 2648              | comună                    | Ștefan Vodă                        |
| 10       | Cornești            | 1235              |                           |                                    |
| 11       | Eigenheim           | 579               |                           |                                    |
| 12       | Gura-Roșie          | 2642              |                           |                                    |
| 13       | Hagider             | 542               |                           |                                    |
| 14       | Han-Câșla           | 2109              |                           |                                    |
| 15       | Liman               | 579               |                           |                                    |
| 16       | Manași              | 1190              |                           |                                    |
| 17       | Palanca             | 2063              | comună                    | Ștefan Vodă                        |
| 18       | Pietroasa           | 1021              |                           |                                    |
| 19       | Plahteevca          | 8345              |                           |                                    |
| 20       | Răileanca           | 2757              |                           |                                    |
| 21       | Roșia               | 866               |                           |                                    |
| 22       | Saria               | 280               |                           |                                    |
| 23       | Seimeni             | 593               |                           |                                    |
| 24       | Seimenii-Noui       | 102               |                           |                                    |
| 25       | Tăriceanca-Nouă     | 1512              |                           |                                    |
| 26       | Tăriceanca-Veche    | 3827              |                           |                                    |
| 27       | Tudora              | 2023              | comună                    | Ștefan Vodă                        |
| 28       | Uspenca             | 2729              |                           |                                    |
| 29       | Zăbara              | 648               |                           |                                    |

Total populație plasă - 49144

## Alte articole
- Lista județelor și a plășilor din România interbelică